# Liste der Kulturdenkmäler in Kuhnhöfen
In der Liste der Kulturdenkmäler in Kuhnhöfen sind alle Kulturdenkmäler der rheinland-pfälzischen Ortsgemeinde Kuhnhöfen aufgeführt. Grundlage ist die Denkmalliste des Landes Rheinland-Pfalz (Stand: 21. Dezember 2021).

## Kuhnhöfen
| Bezeichnung              | Lage                | Baujahr | Beschreibung         | Bild                           |
| ------------------------ | ------------------- | ------- | -------------------- | ------------------------------ |
| Katholische Filialkirche | Hauptstraße 26 Lage | 1934    | Bruchsteinsaal, 1934 | weitere Bilder Fotos hochladen |